# Митропа куп 1980.
Митропа куп 1980. је било 38. издање клупског фудбалског такмичења Митропа купа.
Такмичење је трајало од 19. септембра 1979. до 9. априла 1980. године. Учествовале су четири екипе из Италије, Мађарске, Чехословачке и СФР Југославије. Играло се у једној групи, свако са сваким по две утакмице. Није било финалне утакмице него је првак групе био и победник купа за 1980. годину.

## Резултати
| Клуб       | Италија | Социјалистичка Федеративна Република Југославија | Чехословачка | Мађарска |
| ---------- | ------- | ------------------------------------------------ | ------------ | -------- |
| Удинезе    | –       | 0:0                                              | 3:2          | 2:0      |
| Челик      | 2:3     | –                                                | 3:1          | 2:0      |
| Звезда Хеб | 2:0     | 2:1                                              | –            | 2:1      |
| Дебрецин   | 0:0     | 0:0                                              | 2:1          | –        |

| Табела        | ИГ | Д | Н | И | ГД | ГП | ГР | Бод. |
| ------------- | -- | - | - | - | -- | -- | -- | ---- |
| 1. Удинезе    | 6  | 3 | 2 | 1 | 8  | 6  | +2 | 8    |
| 2. Челик      | 6  | 2 | 2 | 2 | 8  | 6  | +2 | 6    |
| 3. Звезда Хеб | 6  | 3 | 0 | 3 | 10 | 10 | 0  | 6    |
| 4. Дебрецин   | 6  | 1 | 2 | 3 | 3  | 7  | -4 | 4    |

| Освајач Митропа купа 1980. |
| -------------------------- |
| Удинезе 1. Титула          |